# Episodi di Star Wars: The Clone Wars (settima stagione)
La settima e ultima stagione della serie animata Star Wars: The Clone Wars, sottotitolata L'ultima stagione (The Final Season) e composta da 12 episodi, è stata pubblicata negli Stati Uniti sulla piattaforma di streaming Disney+ dal 21 febbraio al 4 maggio 2020. La stagione era stata annunciata il 19 luglio 2018 al San Diego Comic-Con, durante le celebrazioni per il decennale della serie.
In Italia, la stagione è stata pubblicata su Disney+ dal 24 marzo 2020, data di lancio della piattaforma nel paese, al 4 maggio dello stesso anno, in contemporanea con gli Stati Uniti a partire dall'ottavo episodio. Tuttavia, gli ultimi due episodi, Sconvolgimento e Vittoria e morte, sono stati inizialmente pubblicati, il 1º e il 4 maggio rispettivamente, privi di tracce audio in lingua italiana a causa delle disposizioni di emergenza legate alla diffusione del coronavirus COVID-19, le quali hanno impedito temporaneamente il doppiaggio. Le tracce audio in lingua italiana degli ultimi due episodi sono state rese disponibili il 25 maggio 2020.
| n° (assoluto) | n° (stagione) | Titolo originale          | Titolo italiano              | Pubblicazione USA | Pubblicazione Italia |
| ------------- | ------------- | ------------------------- | ---------------------------- | ----------------- | -------------------- |
| 122           | 1             | The Bad Batch             | La Bad Batch                 | 21 febbraio 2020  | 24 marzo 2020        |
| 123           | 2             | A Distant Echo            | Un'eco distante              | 28 febbraio 2020  | 24 marzo 2020        |
| 124           | 3             | On the Wings of Keeradaks | Sulle ali dei Keeradaks      | 6 marzo 2020      | 27 marzo 2020        |
| 125           | 4             | Unfinished Business       | Questioni in sospeso         | 13 marzo 2020     | 27 marzo 2020        |
| 126           | 5             | Gone with a Trace         | Via con Trace                | 20 marzo 2020     | 3 aprile 2020        |
| 127           | 6             | Deal No Deal              | Prendere o lasciare          | 27 marzo 2020     | 3 aprile 2020        |
| 128           | 7             | Dangerous Debt            | Debito pericoloso            | 3 aprile 2020     | 10 aprile 2020       |
| 129           | 8             | Together Again            | Di nuovo insieme             | 10 aprile 2020    | 10 aprile 2020       |
| 130           | 9             | Old Friends Not Forgotten | Vecchi amici non dimenticati | 17 aprile 2020    | 17 aprile 2020       |
| 131           | 10            | The Phantom Apprentice    | L'apprendista fantasma       | 24 aprile 2020    | 24 aprile 2020       |
| 132           | 11            | Shattered                 | Sconvolgimento               | 1º maggio 2020    | 25 maggio 2020       |
| 133           | 12            | Victory and Death         | Vittoria e morte             | 4 maggio 2020     | 25 maggio 2020       |

## La Bad Batch
- Titolo originale: The Bad Batch
- Diretto da: Kyle Dunlevy
- Scritto da: Matt Michnovetz e Brent Friedman
- Incipit: «Accetta gli altri per le loro diversità, perché è questo che ti renderà completo.»

### Trama
La Repubblica perde terreno contro le forze dell'ammiraglio Trench durante la battaglia di Anaxes. Il Capitano Rex spiega ad Anakin Skywalker e Mace Windu che l'esercito separatista è in grado di analizzare e contrastare perfettamente tutti i suoi piani. Il Comandante Cody si offre di infiltrarsi in un centro informatico nemico che centralizza tutti i dati della battaglia al fine di trovare una spiegazione per quest'attacchi nemici sorprendenti e senza precedenti. Una volta da solo con Cody, Rex afferma che tutte le tattiche che ha usato su Anaxes sono state sviluppate con Echo, arrivando alla conclusione che solo il suo ex compagno aveva l'abilità appropriata per contrastare le sue strategie. Per questa missione, Cody invita Kix e Jesse ad accompagnare la Bad Batch, un gruppo di cloni modificati con caratteristiche uniche: Hunter, il capo, con i sensi più acuti che mai; Tech, il tecnico, in grado di hackerare qualsiasi computer separatista; Crosshair, il cecchino, capace di colpire qualsiasi cosa a chilometri di distanza; e Wrecker, sia la forza fisica che l'elemento comico del gruppo, più forte di qualsiasi altro clone. La collaborazione con i membri della Bad Batch, abituati a missioni suicide dove quasi solo le loro abilità gli permettono di vincere, all'inizio è difficile, poiché questi ultimi sono davvero molto indipendenti e riluttanti a collaborare con cloni regolari. Poco dopo aver lasciato la base su Anaxes, la cannoniera che trasporta i cloni è colpita dal fuoco nemico e si schianta in territorio separatista. I cloni vengono quindi attaccati dai droidi, ma invece di seguire le tattiche classiche e barricarsi, Hunter ordina ai suoi uomini di correre verso i droidi per eliminarli rapidamente. Sfruttando le abilità di ciascuno di loro, i quattro cloni sbaragliano un intero battaglione di droidi sotto gli occhi sbalorditi di Rex. Questa strategia sconcerta completamente anche i droidi separatisti e l'ammiraglio Trench viene immediatamente avvisato. Sfortunatamente, Cody è stato gravemente ferito nell'incidente e non può continuare la missione. Il Capitano Rex prende quindi il controllo, ma la sua legittimità è contestata da alcuni membri del Bad Batch a causa dei suoi recenti fallimenti tattici, ma alla fine Hunter convince la sua squadra a seguirlo. Il successivo attacco a un avamposto da parte dei cloni, il cui successo fa ottenere a Rex il rispetto della Bad Batch, fa capire a Trench che il loro obiettivo finale è il centro informatico. Quindi avvisa i droidi di proteggere il luogo, ma i cloni si infiltrano facilmente, per rubare l'algoritmo usato per contrastare gli attacchi repubblicani. Tech può quindi trovare nel sistema separatista l'algoritmo così ricercato grazie alle indicazioni di Rex, ma una volta arrivati al centro del computer preposto si rendono conto che, contrariamente a quanto pensavano, l'algoritmo non fa parte di un programma per computer progettato per combattere l'esercito della Repubblica. In realtà è una trasmissione in diretta da un altro pianeta e trasmessa da un certo CT-1409. Rex si rende quindi conto che i suoi dubbi sono corretti e il suo amico Echo è ancora vivo. Dopo che il data center è stato rilevato dall'esercito droide, l'ammiraglio Trench apprende con orrore che la comunicazione con il pianeta Skako Minor è stata rilevata quando i cloni si trovavano nella base separatista.
- Durata: 24 minuti

Note
- L'arco narrativo composto dai primi quattro episodi della settima stagione avviene cronologicamente tra gli episodi Di nuovo insieme e Vecchi amici non dimenticati.[8]
- Inizialmente programmato per far parte di una settima stagione, l'arco narrativo The Bad Batch entrò in produzione nel 2012. I quattro episodi vennero interamente sceneggiati e doppiati nel 2015 e pubblicati in formato story reel come parte del progetto The Clone Wars Legacy.[9]
- In origine l'incipit dell'episodio incompleto era «The battles are over, but the heroes live on. Thank you Clone Wars fans.»

## Un'eco distante
- Titolo originale: A Distant Echo
- Diretto da: Steward Lee
- Scritto da: Matt Michnovez, Dave Filoni e Brent Friedman
- Incipit: «Può cercare la verità solo chi crede in essa.»

### Trama
Prima di lasciare Anaxes, Anakin contatta segretamente Padmé Amidala per condividere un momento insieme. Il Jedi confida alla senatrice i suoi dubbi sul comportamento di Rex durante la sua prossima missione a causa dei suoi stretti legami con il suo compagno Echo, e lei gli risponde che deve sostenere il capitano come fa ogni volta Anakin quando ha bisogno di aiuto. Nel frattempo, Rex fa fatica a distrarre Obi-Wan per non fargli scoprire cosa sta facendo Anakin. Ma il Maestro Jedi ha già capito cosa sta succedendo e quando finisce la conversazione tra i due sposi lo rende chiaro al suo ex padawan. Una volta su Skako Minor, la Bad Batch viene rapidamente attaccata dagli abitanti locali, i Poletec, in groppa alle loro creature volanti, i keeradak. Anakin viene quindi catturato da un Poletec che lo porta nel loro villaggio. Hunter riesce ancora a seguirlo aggrappandosi al keeradak su cui viene trasportato il Jedi, quindi riunisce l'intera squadra nel villaggio per liberare Anakin. Una volta lì, Tech traduce le preoccupazioni dei Poletec, i quali non vogliono vedere la guerra giungere sul loro pianeta. Anakin e Rex spiegano loro che vogliono solo attaccare la Tecno Unione che ha catturato un loro compagno. Alla fine, i Poletec accettano di portarli lì in modo che possano allontanarsi dal loro villaggio il più rapidamente possibile. Lungo la strada, Rex deve ancora una volta convincere Hunter della rilevanza della missione, poiché il generale e la Bad Batch sono ancora alquanto scettici sull'intuizione del capitano. Rex spiega poi ad Anakin che è fiducioso del fatto che Echo sia sopravvissuto alla missione nella Cittadella da quando ha sentito la sua voce su Anaxes. Finalmente arrivati nella città di Purkoll, Anakin chiede ai cloni di rimanere discreti in modo che la Tecno Unione resti ignara della loro presenza ma, sfortunatamente, Wrecker si precipita senza pensare ai droidi D-Wing per eliminarli e viene dato l'allerta. Poi si separano per trovare Echo il più rapidamente possibile, quindi Anakin viene rapidamente circondato da droidi ma Crosshair riesce a salvarlo. Da parte loro, Tech e Hunter trovano finalmente il soldato clone e avvertono i loro compagni. Rex si unisce a loro per rendersi conto che sono caduti nella trappola di Wat Tambor preparata grazie alle informazioni fornitegli da Echo. Fortunatamente, Anakin e Crosshair li trovano per contenere le D-Wings e dare a Rex e Tech il tempo di esplorare la stanza in cui si trova Echo. Scoprono quindi che il soldato clone si trova in una stanza di stasi e che il suo cervello è collegato al sistema della Tecno Unione. Una volta uscito dal suo stato di incoscienza, all'inizio Echo è ancora convinto di essere sulla Cittadella, ma quando si accorge di Rex al suo fianco capisce che il capitano è tornato per salvarlo per riportarlo indietro.
- Durata: 24 minuti

## Sulle ali dei Keeradaks
- Titolo originale: On the Wings of Keeradaks
- Diretto da: Bosco Ng
- Scritto da: Matt Michnovez e Brent Friedman
- Incipit: «La sopravvivenza è il primo passo verso la vita.»

### Trama
Intrappolati nella stanza di stasi, Anakin e Rex devono cercare di portare via con loro Echo, grazie all'aiuto della Bad Batch. Grazie a Tech riescono a disconnettere il prigioniero dalla macchina della Tecno Unione, mentre il resto della squadra tenta di respingere i droidi D-wing. Un decimatore viene quindi inviato da Wat Tambor per neutralizzare i soldati della Repubblica nella stanza in cui sono confinati. Fortunatamente, quando Tech riesce finalmente a scollegare Echo, questi grazie al suo accesso al database della Tecno Unione indica ai suoi soccorritori un'uscita di emergenza attraverso i condotti di ventilazione. Prima di andarsene, Wrecker riesce ad installare delle granate sulla macchina nella stanza per distruggere definitivamente il progetto della Tecno Unione. Wat Tambor lancia quindi i suoi droidi D-wing alla ricerca dei cloni con l'intenzione di recuperare la sua cavia e vendicarsi per la distruzione di anni di lavoro che avevano finalmente dato un vantaggio decisivo ai separatisti. Purtroppo i droidi riescono a intrappolare i loro nemici su una passerella d'alta quota, ma Tech ha l'idea di emettere il grido di salvataggio di un keeradak che aveva registrato. Queste bestie volanti si avvicinano quindi al gruppo in modo che Anakin e i cloni saltino sulla schiena per sfuggire ai droidi per via aerea. Ma scoprono stupiti che i D-wing sono dotati di ali che permettono loro di lanciarsi all'inseguimento dei fuggitivi fino al villaggio di Poletec. Sono furiosi nel vederli tornare a casa e scoprire che Anakin non ha mantenuto la parola portando loro la guerra. Rex allora mostra quindi ai Poletec ciò che la Tecno Unione ha fatto a Echo, e il suo aspetto da cadavere e le mutilazioni subite per essere collegato alla macchina impressionano notevolmente i Poletec, il cui capo sceglie quindi di schierarsi al fianco dei soldati della Repubblica e a prepararsi insieme ad affrontare la prossima offensiva dei droidi. Nonostante all'inizio la Bad Batch riesca a dominare valorosamente la prima ondata di D-wing, l'arrivo di un tri-droide octuptarra ribalta la situazione e molti abitanti del villaggio vengono rapidamente decimati. Un secondo Octuptarra costringe Anakin a prendere in mano la situazione, riuscendo a smembrare i due enormi droidi con la spada laser. I D-W rimanenti possono solo rinunciare alla battaglia e battere la ritirata, con grande gioia degli ultimi Poletec sopravvissuti. Da parte loro, i membri di Bad Batch possono essere colpiti solo dalle abilità di Anakin. Mentre il Jedi lascia Skako Minor con i Poletec come nuovi alleati del Jedi, Wat Tambor preferisce non avvertire i separatisti della perdita di Echo.
- Durata: 18 minuti

## Questioni in sospeso
- Titolo originale: Unfinished Business
- Diretto da: Brian Kalin O'Connell
- Scritto da: Matt Michnovez e Brent Friedman
- Incipit: «La fiducia concessa è fiducia guadagnata.»

### Trama
Mentre Mace Windu e Obi-Wan Kenobi lanciano un'offensiva su un complesso di assemblaggio nemico, Anakin, Rex e la Bad Batch devono accompagnare Echo in una missione sotto copertura nello Star Destroyer dell'ammiraglio Trench. L'obiettivo è quello di collegare il clone al sistema separatista per spiare le loro manovre. Questo piano non rassicura i membri del Bad Batch, i quali sospettano che Echo, anche involontariamente possa essere un doppio agente separatista, ma grazie al supporto di Rex, accettano di dargli il beneficio del dubbio. Mediante l'invio di un segnale per far credere che la loro nave sia in realtà separatista, l'intera squadra riesce ad entrare nel cacciatorpediniere senza preoccupazioni. Una volta a bordo, Tech riesce a collegare Echo al sistema separatista senza essere individuato dal nemico. Il soldato intercetta così un messaggio da Trench a Skako Minor che richiede un piano contro l'offensiva di Windu e Kenobi. I cloni entrano con successo nel complesso dell'assemblea e minacciano di prendere il controllo dell'edificio. Echo quindi invia un messaggio a Trench come se fosse ancora prigioniero di Wat Tambor raccomandando di concentrare tutte le forze separatiste contro i Jedi. Questa comunicazione suscita ancora i sospetti dei membri del Bad Batch che trovano questa strategia molto pericolosa, ma Anakin e Rex rinnovano la loro fiducia in Echo. Nel momento in cui Windu e Kenobi sono circondati da un'enorme numero di droidi e la battaglia sembra essere persa, Echo invia un impulso elettrico che neutralizza tutti i droidi separatisti. Il piano di Echo ha quindi funzionato perfettamente e la Repubblica può riprendere con successo il controllo del complesso, e così inoltre essi ottengono la prova definitiva che Echo sta dalla loro parte. L'ammiraglio Trench è sorpreso dalla prima sconfitta dell'algoritmo, ma decide di attivare il suo piano di salvataggio, e cioè il lancio di un conto alla rovescia per una bomba nascosta nel complesso, abbastanza potente da distruggere buona parte di Anaxes. Quando Echo ascolta la notizia, Anakin si precipita sul ponte del destroyer per fermare Trench mentre Windu si lancia nelle profondità del complesso per trovare la bomba. Allo stesso tempo, i separatisti comprendono che l'impulso elettrico proviene dalla loro nave e decidono di inviare una scarica a loro volta verso l'esatta fonte di esso, folgorando Echo che cade quindi in stato di incoscienza e non può più comunicare a Windu il codice di disattivazione. Sul ponte del destroyer, Anakin elimina furiosamente la scorta dell'ammiraglio e quindi minaccia Trench di ucciderlo se non gli dà il codice di disattivazione. Trench non crede che un Jedi possa fare ciò che dice, a differenza del Conte Dooku che lo ucciderebbe se perdesse Anaxes, e quindi Anakin gli taglia le braccia meccaniche per convincerlo ad arrendersi. Trench cede quindi alla rabbia del Jedi e comunica il codice per disinnescare la bomba a Mace Windu, ma quando poi l'ammiraglio tenta di fulminare Anakin per scappare, il Jedi lo trafigge al petto senza pietà, uccidendolo. Skywalker si unisce quindi alla Bad Batch, che è riuscita grazie alle loro capacità a tornare al punto di infiltrazione proteggendo Echo e Rex. Quindi, una volta tornati alla loro nave, Wrecker attiva l'autodistruzione dello Star Destroyer per eliminare l'intera flotta separatista nell'esplosione. Il pianeta Anaxes è stato definitivamente tornato in mano dall'esercito della Repubblica. Rex, Echo e la Bad Batch vengono elogiati come eroi, ma questi ultimi, poco dopo, sono già pronti a ripartire, perché a loro non interessa la gloria, vogliono solo fare ciò che amano e in cui eccellono, cioè combattere e portare a termini le missioni suicide che gli vengono assegnate. Nel vederli in procinto di partire, Echo si mostra dubbioso su quale sia il suo posto, ora che a causa dei suoi impianti cibernetici, non è più un semplice clone. Vedendo il suo dubbio, Rex lo rassicura sul fatto che ciò che conta è che Echo trovi la strada che decide essere quella giusta per lui, quindi se stare con Bad Batch è dove Echo sente di appartenere, allora deve andare con loro. Dopo un attimo di incertezza, Echo decide e Rex lo vede, con grande orgoglio, unirsi alla Bad Batch come nuovo membro della squadra.
- Durata: 23 minuti

## Via con Trace
- Titolo originale: Gone with a Trace
- Diretto da: Saul Ruiz e Kyle Dunlevy
- Scritto da: Dave Filoni e Charles Murray
- Incipit: «Se non hai alcuna via dinanzi a te, creane una.»

### Trama
Ahsoka Tano vaga in sella al suo speeder da corsa in cerca di una nuova vita. Sfortunatamente, il suo veicolo improvvisamente ha un problema meccanico e precipita nelle profondità del pianeta città, Coruscant. La togruta arriva nell'officina della meccanica Trace Martez, situata al livello 1313 di Coruscant. Trace si offre quindi gentilmente di prestarle gli strumenti per riparare il suo speeder nonostante i pochi soldi che Ahsoka può darle. Mentre Trace è impegnata nel miglioramento di una nave di classe Nebula, le due iniziano a discutere sulla difficoltà di vivere nei bassifondi mentre, a poco a poco, cominciano a fidarsi l'una dell'altra. Ahsoka infine confida a Trace di venire dai livelli più alti di Coruscant, ma la sua nuova amica le dice di non apprezzare i Jedi, poiché, a detta di Trace, sono solo bravi a iniziare le guerre, a controllare i cittadini e, contrariamente alle storie raccontate ai bambini, ignorare i più svantaggiati. Trace confida alla togruta che il suo sogno è quello di riparare la sua nave per lasciare il livello 1313 con sua sorella Rafa e vivere tra le stelle, lontano dalla guerra e dai Jedi. La conversazione viene interrotta da Pintu Son-El, che è venuto a chiedere il rimborso del prestito concesso a Rafa Martez. La situazione si aggrava rapidamente e Trace è costretta a chiedere aiuto ad Ahsoka. L'ex padawan dimostra tutte le sue abilità di combattimento contro i due scagnozzi di Pintu, che è costretto a lasciare in fretta il garage di Trace. Quest'ultima è impressionata dalla sua nuova amica, che può solo spiegare di essere stata addestrata da suo fratello maggiore. Le due si uniscono alla sorella di Trace per avvertirla delle minacce di Pintu se non restituisce rapidamente il prestito. Rafa spiega loro che aveva ottenuto un grande ordine dall'enigmatico Lokann ma che per onorarlo ha bisogno dell'aiuto di sua sorella perché si tratta di assemblare tre droidi per uno sponsor misterioso. Ahsoka dà una mano a Trace, che consente di continuare la conversazione precedentemente interrotta. La meccanica è impressionata dalla vasta conoscenza di Ahsoka, ma deve continuare a insegnarle come ragionano e reagiscono gli abitanti del sottomondo di Coruscant. La togruta alla fine scopre che i droidi che riparano sono illegali perché violenti e pericolosi. Uno dei droidi fugge dal garage e causa danni considerevoli all'ambiente circostante. Le due ragazze vanno all'inseguimento per cercare di disattivarlo. Trace riesce a salire sul droide per raggiungere i pulsanti per fermarlo, ma poi si ritrova appesa nel vuoto. Ahsoka deve usare la Forza per sollevare il droide e salvare Trace dalla caduta. Dopo questo incidente, Ahsoka cerca di convincere Rafa a non consegnare i droidi, ma quest'ultima non ascolta l'ultima arrivata e coglie l'occasione per fatturare il doppio del suo sponsor, senza preoccuparsi delle conseguenze. Trace, d'altra parte, si fida ciecamente di sua sorella per ripagare il suo debito e migliorare il loro stile di vita grazie a ciò che ha guadagnato con la riparazione di questi droidi, anche se è molto toccata dall'aiuto e dai consigli di Ahsoka.
- Durata: 22 minuti

Note
- Programmato inizialmente per far parte di una sesta stagione, questo arco narrativo di quattro episodi su Ahsoka entrò in produzione nel 2012. Gli episodi vennero riprogettati per quest'ultima stagione. Due clip, non considerate canoniche, vennero rilasciate nel 2015 e nel 2016, rispettivamente durante le Star Wars Celebration di Anaheim e Orlando: il primo estratto mostra Ahsoka in difficoltà sul suo speeder, che alla fine si schianta di fronte al magazzino di Nyx Okami, un giovane cittadino di Coruscant; la seconda clip mostra Nyx che ripara l'acceleratore di Ahsoka fino all'arrivo di Pintu Son-El, che tenta di riscuotere i suoi soldi. Non avendone, Nyx cerca di combattere ma viene colpito ripetutamente, fin quando entra in scena Ahsoka che inizia a lottare mentre Nyx è incosciente.[14][15]
- Il personaggio di Nyx Okami, che avrebbe avuto una relazione con Ahsoka, venne sostituito con le due sorelle Martez.[14][15]

## Prendere o lasciare
- Titolo originale: Deal No Deal
- Diretto da: Nathaniel Villanueva e Steward Lee
- Scritto da: Dave Filoni e Charles Murray
- Incipit: «Gli errori sono lezioni importanti spesso apprese troppo tardi.»

### Trama
Ahsoka decide di aiutare Trace Martez a finire di costruire la nave usando le conoscenze meccaniche apprese all'"accademia Skywalker", nome da lei inventato per cercare di nascondere la sua vera identità. Una volta che l'iperpropulsione è installata sulla nave di Trace, chiamata Silver Angel, le due sorelle Martez possono lasciare il garage ereditato alla morte dei loro genitori per vivere lontano da tutte le miserie che hanno subito al livello 1313 di Coruscant. Da parte sua, Ahsoka non sa ancora cosa farà nel prossimo futuro e decide quindi, sotto l'amichevole pressione di Trace, di rimanere un po' più a lungo in compagnia delle due sorelle. Per compiacere la sorella minore, Rafa accetta senza grande entusiasmo che Ahsoka li accompagni in una missione anche se rimane sospettosa di questa sconosciuta che è diventata la migliore amica di Trace troppo rapidamente. Le tre lasciano Coruscant. Grazie alla Forza Ahsoka rileva, con sua sorpresa, la presenza di Anakin Skywalker in uno Star Destroyer classe Venator. Anche Anakin sente la presenza della sua ex padawan e chiede a Wullf Yularen di non controllare la Silver Angel nonostante le molte irregolarità rilevate. Le ragazze possono quindi dirigersi liberamente verso Kessel. Una volta lì, incontrano il maggiordomo del re Yaruba, Kinash Lock, per discutere della missione affidata loro. Invitate nel lussuoso castello di Kessel, Ahsoka dubita rapidamente della regolarità della missione proposta. Non crede che il carico che devono trasportare sia di spezie per produrre medicinali, ma presume piuttosto che stiano per impegnarsi nel contrabbando di spezie illegali. Quindi cerca di convincere le due sorelle che corrono il rischio di essere attaccate dai pirati, ma Rafa è troppo avida per arrendersi e Trace troppo eccitata di vivere finalmente la sua prima missione. Si avviano dunque verso la loro destinazione. I dubbi di Ahsoka sono confermati quando viene a sapere che devono consegnare il carico a Marg Krim, il capo del Sindacato di Pyke. Scoppia quindi una discussione tra Rafa, che ha bisogno di soldi per saldare i suoi debiti, e Ahsoka preoccupata di incontrare i Pyke. Rafa non può sopportare di sentire la togruta insinuare che non si prende cura di sua sorella mentre finora sono sopravvissute rimanendo unite nelle avversità. Non ha fiducia in questo sconosciuta appena arrivato che ne sa troppo e, da parte sua, Ahsoka non capisce perché la sorella maggiore metta in pericolo Trace e la sua preziosa nave. Trace viene presa dalla paura di perdere la Silver Angel e lascia cadere il carico di spezie nello spazio. Una volta arrivati su Oba Diah, consegnano i container vuoti ai Pyke con la flebile speranza che non notino nulla. Ma di fronte all'insistenza di Marg Krim nel controllare il carico prima di pagarlo, Ahsoka usa discretamente la Forza in modo da non seguire il solito protocollo. Le due sorelle sono sorprese che il loro piano traballante funzioni così bene e si precipitano con Ahsoka sulla loro nave. Sfortunatamente, il braccio destro di Krim, Fife, non capisce l'atteggiamento del suo leader e controlla ancora il carico prima di permettere alle ragazze di lasciare il pianeta. L'inganno viene scoperto e i Pyke impediscono loro di decollare. La Silver Angel viene bloccata a terra grazie ad un raggio traente e la situazione dell'equipaggio sembra senza speranza.
- Durata: 24 minuti

## Debito pericoloso
- Titolo originale: Dangerous Debt
- Diretto da: Saul Ruiz e Bosco Ng
- Scritto da: Dave Filoni e Charles Murray
- Incipit: «Ciò che eri non deve definire ciò che sei.»

### Trama
Le sorelle Martez ed Ahsoka si ritrovano in una cella. Rafa è furiosa di come una missione semplice come una consegna di spezie si sia trasformata in un fiasco a causa degli elevati standard morali di Ahsoka. La discussione tra le due passa alla morte accidentale dei genitori delle Martez durante la fuga del criminale Ziro the Hutt, che i Jedi consideravano come un semplice danno collaterale al loro tentativo di catturare di nuovo il gangster. Da allora, le due sorelle hanno fatto affidamento solo su loro stesse per sopravvivere negli inferi di Coruscant senza voler più sentire parlare dei Jedi e delle loro presunte imprese. Ahsoka capisce perché le due sorelle hanno una simile animosità nei confronti degli Jedi e preferisce continuare a nascondere la sua vera identità. La conversazione si interrompe quando i Pyke prendono Rafa Martez per torturarla, in modo da estorcerle dov'è il carico di spezie che hanno perso. La sorella maggiore, tuttavia, non dice una parola durante la sessione di interrogatorio e viene riportata in cella priva di sensi. È quindi il turno di Trace Martez, che però riesce a fuggire prima che l'interrogatorio abbia inizio. Nello stesso momento, Ahsoka, sicura di non essere vista da nessuno, usa la Forza per aprire la porta della cella, quindi sveglia Rafa per scappare. Le tre fuggitive riescono a ritrovarsi e poi cercano di lasciare la prigione inseguite da un'orda di Pyke. Durante la fuga, Ahsoka usa nuovamente la Forza diverse volte per proteggere le due sorelle o per mettersi in salvo, ogni volta in modo molto discreto per non essere riconosciuta come Jedi. Ma i Pyke non si arrendono, ed è impensabile per loro che la loro reputazione sia offuscata a causa di un carico di spezie rubato da tre giovani trafficanti. Le ragazze riescono comunque a lasciare il complesso del sindacato dei Pyke e, approfittando di un momento di tregua, Rafa e Ahsoka discutono nuovamente della situazione. Quest'ultima spiega a Rafa che per amore e lealtà sua sorella la seguirà sempre, anche se mette in pericolo la sua vita, e che quindi non dovrebbe più coinvolgere Trace nei suoi piani. La saggezza e l'altruismo di Ahsoka ricordano a Rafa la bontà di sua madre. A questo punto i Pyke appaiono di nuovo e inizia un nuovo inseguimento. Le due sorelle vengono rapidamente catturate da Fife e portate da Marg Krim. I Pyke decidono di sbarazzarsi di Rafa e Trace condannandole a morte poiché la terza fuggitiva, una volta trovata, può informarli sulla spedizione delle spezie. Comprendendo la situazione, Ahsoka tenta di liberare le sue due compagne prima che vengano giustiziate, ma così facendo sta effettivamente cadendo nella trappola di Fife. Questi aveva previsto che minacciando di uccidere le due sorelle avrebbe costretto Ahsoka ad uscire dal suo nascondiglio. Di nuovo nella cella, Rafa tenta un'ultima volta di convincere Marg Krim che è possibile trovare una soluzione amichevole, ma il leader sindacale dei Pyke preferisce ricorrere alla tortura per trovare il suo carico di spezie. Rafa si scusa con sua sorella e con Ahsoka per averle coinvolte in questa pericolosa missione. Tuttavia, l'incidente dei fuggitivi non è passato inosservato a Oba Diah. Tre mandaloriani, uno dei quali ha già incontrato Ahsoka su Carlac, hanno assistito alla loro fuga.
- Durata: 21 minuti

## Di nuovo insieme
- Titolo originale: Together Again
- Diretto da: Nathaniel Villanueva
- Scritto da: Dave Filoni e Charles Murray
- Incipit: «Puoi cambiare ciò che sei, ma non puoi fuggire da te stesso.»

### Trama
Ahsoka Tano patteggia con il capo dei Pyke riuscendo a far liberare Trace e Rafa. Da sola, tenta poi di scappare e durante la fuga scopre l'identità della misteriosa figura che si cela dietro il clan dei Pyke, ossia Darth Maul. Ahsoka riesce inoltre a scoprire che Maul si trova su Mandalore e piazza alcune bombe come diversivo per poter fuggire, ma si imbatte nei Pyke. In un breve combattimento usa i poteri Jedi, ma nonostante ciò viene ugualmente catturata. Le due sorelle Martez intanto decidono di tornare indietro per salvare Ahsoka restituendo la spezia perduta. Si recano dunque su Kessel dove riescono a recuperare un carico di spezie. Trace e Rafa ritrovano Ahsoka e scoprono però il suo passato nell'Ordine dei Jedi. Grazie alle bombe piazzate precedentemente dalla Togruta, il trio riesce a fuggire a bordo della Silver Angel e torna a Coruscant. Durante tutto l'episodio, le azioni di Ahsoka e delle due sorelle Martez sono attentamente osservate da un piccolo gruppo di Mandaloriani, che alla fine raggiunge il trio a Coruscant. Qui Bo-Katan Kryze, a capo dei Mandaloriani, si rivela ad Ahsoka e, mostrandole un'immagine di Maul, le offre di seguirla "contro un nemico comune". Ahsoka è inizialmente incerta, ma grazie all'incoraggiamento di Trace e Rafa, che la perdonano per non aver confessato loro di essere stata una Jedi e la elogiano per il suo sacrificio volto a salvarle, decide di seguire Bo-Katan e imbarcarsi sulla sua nave.
- Durata: 23 minuti

## Vecchi amici non dimenticati

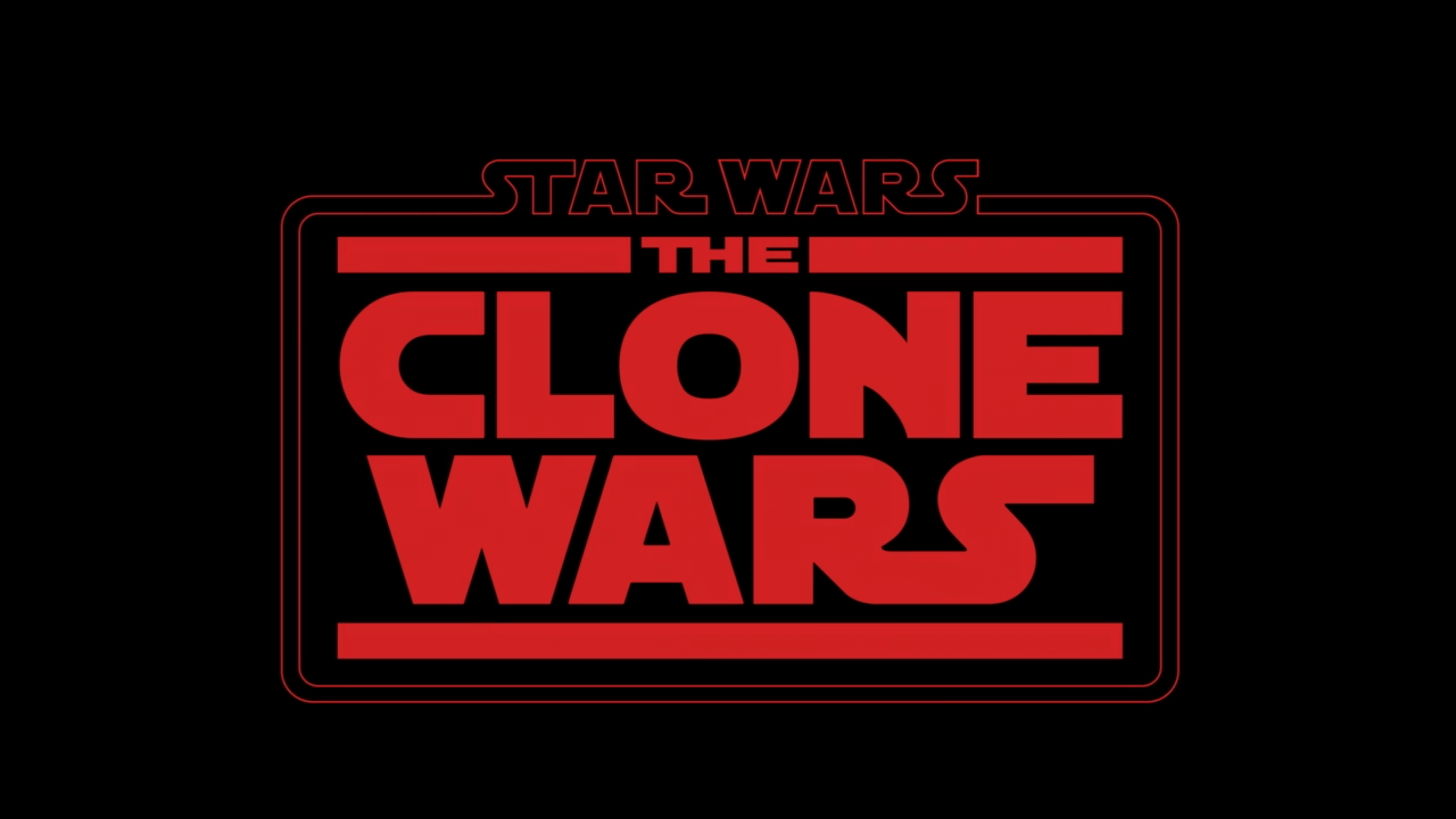
Logo d'apertura rosso reintrodotto per gli ultimi quattro episodi della serie

- Titolo originale: Old Friends Not Forgotten
- Diretto da: Saul Ruiz
- Scritto da: Dave Filoni

### Trama
Su Yerbana, Anakin aiuta Obi-Wan e i cloni in uno scontro coi separatisti, attirando con l'inganno il droide tattico in avanscoperta. Dopo averlo distrutto, i cloni avanzano contro i droidi, sia via terra che in volo con dei jetpack. Poco dopo, l'ammiraglio Wullf Yularen chiama Anakin e Obi-Wan, chiedendo loro di tornare immediatamente alla nave ammiraglia a causa di una trasmissione importante. Una volta a bordo, i due Jedi scoprono che a chiamare sono Ahsoka Tano, la vecchia padawan di Anakin, e Bo-Katan Kryze, le quali chiedono aiuto alla Repubblica per attuare un piano congiunto per la liberazione di Mandalore e la cattura di Maul, il quale si nasconde sul pianeta. Poco dopo, sbarcate sull'ammiraglia, Ahsoka e Bo-Katan discutono del piano coi due Jedi, ma Obi-Wan dice che in ogni caso servirà la conferma del consiglio dei Jedi. Anakin e Ahsoka si ricongiungono e parlano del tempo perduto; Ahsoka incontra poi Rex e la sua compagnia di cloni, i quali hanno decorato i loro elmi in suo onore. All'improvviso, Obi-Wan li interrompe, informandoli che il generale Grievous ha attaccato Coruscant e che devono assolutamente tornare alla capitale. Anakin propone di dividere la 501ª e di promuovere Rex a comandante affinché possa seguire Ahsoka su Mandalore; Obi-Wan accetta. Subito dopo, Anakin consegna alla sua ex padawan le sue due spade laser. Rex, Ahsoka e Bo-Katan, con i loro cloni e soldati mandaloriani, si recano dunque a Mandalore, riuscendo a conquistare la sala del trono e ad arrestare il primo ministro Almec, il quale era in combutta con Maul. Ahsoka, nelle fogne della città con Vaughn e i suoi cloni, viene attaccata da alcuni mandaloriani. Il capitano Vaughn e i suoi cloni vengono uccisi. A questo punto Maul compare, dicendo ad Ahsoka che stava aspettando Kenobi al suo posto.
- Durata: 27 minuti

Note
- La sigla di questo episodio presenta una versione rossa del titolo della serie, usata precedentemente solo per gli episodi finali della quarta stagione, Fratelli e Vendetta, i quali marcavano la prima apparizione ufficiale di Maul nella serie televisiva. Al posto dell'incipit appare il titolo originale dell'episodio in rosso, preceduto da Part I. La sigla è inoltre accompagnata dal tema musicale Star Wars (Main Title) di John Williams.
- Le vicende di questo episodio sono parzialmente contemporanee al film La vendetta dei Sith.[20]

## L'apprendista fantasma
- Titolo originale: The Phantom Apprentice
- Diretto da: Nathaniel Villanueva
- Scritto da: Dave Filoni

### Trama
Al cospetto di Maul e circondata dai mandaloriani di Saxon che la tengono sotto tiro, Ahsoka invia un segnale di soccorso al capitano Rex. Maul chiede ad Ahsoka perché Obi-Wan non fosse venuto di persona; lei lo invita ad arrendersi, mentre Maul le rivela che molto presto sia i Jedi che l'intera Repubblica non avrebbero più avuto il controllo sull'intera galassia e che Darth Sidious sarebbe emerso come vincitore della guerra. Rex arriva in soccorso di Ahsoka e Maul scappa. Ritornati in superficie, i due contattano il generale Kenobi, il quale rivela ad Ahsoka che Darth Sidious è il signore dei Sith e colui che ha orchestrato la guerra dei cloni, manipolando entrambi i fronti; la informa inoltre dell'impossibilità di ottenere ulteriori informazioni sul nemico in quanto Dooku è stato ucciso da Anakin durante la missione di salvataggio del cancelliere Palpatine. Obi-Wan conclude dicendo che non potranno essere inviati ulteriori rinforzi e neppure Anakin, poiché incaricato dal consiglio dei Jedi di spiare il cancelliere. Ahsoka viene avvisata di un attacco e del rapimento di Jesse da parte di Maul, il quale usa la Forza per ottenere informazioni dal clone e manda Gar Saxon a eliminare il primo ministro Almec. Ahsoka e Bo-Katan interrogano Almec, il quale, prima di venire ucciso da Saxon, rivela che Maul non era soltanto interessato ad Obi-Wan, ma anche ad Anakin Skywalker. Mentre i cloni scortano i cittadini di Sundari al sicuro, Rex, Ahsoka e Bo-Katan entrano nella sala del trono dove trovano Maul, che in segno di buona volontà consegna loro Jesse, il quale non ha resistito al controllo mentale e ha rivelato a Maul tutto quello che sapeva su Ahsoka. All'improvviso, i cloni vengono attaccati da Saxon e i suoi uomini e Bo-Katan e Rex si lanciano in battaglia. Ahsoka rimane sola con Maul, il quale le propone di unirsi a lui per distruggere Darth Sidious. Ahsoka è inizialmente interessata all'accordo, ma dopo aver appreso che il motivo per cui Maul voleva Anakin su Mandalore era per distruggerlo, impedendo così l'ascesa di Sidious, lei rifiuta, incredula sulla natura di Anakin, e tra i due inizia uno duello. Durante il combattimento, Maul riesce quasi a fuggire dal pianeta, ma viene infine fermato da Ahsoka, che lo consegna ai cloni. Nel frattempo, Rex e i cloni e Bo-Katan e suoi mandaloriani vincono la battaglia e catturano Saxon.
- Durata: 25 minuti

Note
- La sigla di questo episodio presenta una versione rossa del titolo della serie. Al posto dell'incipit appare il titolo originale dell'episodio in rosso, preceduto da Part II.
- Questo episodio non presenta la narrazione riassuntiva iniziale.
- Le vicende di questo episodio sono contemporanee al film La vendetta dei Sith.[20]
- Ray Park, interprete di Maul ne La minaccia fantasma e in Solo, ha ripreso il ruolo dello zabrak, tramite motion capture, nelle scene di combattimento con Ahsoka.[22]

## Sconvolgimento
- Titolo originale: Shattered
- Diretto da: Saul Ruiz
- Scritto da: Dave Filoni

### Trama
Mace Windu e Yoda contattano Ahsoka e le rivelano che Obi-Wan ha rintracciato Grievous fino a Utapau, indicando che la guerra potrebbe presto giungere al termine. Maul viene caricato su uno shuttle dai cloni per essere portato davanti al Consiglio Jedi su Coruscant. Ahsoka saluta Bo-Katan e lascia Mandalore. In viaggio nell'iperspazio verso Coruscant, Ahsoka percepisce il passaggio di Anakin al lato oscuro, pochi istanti prima che Darth Sidious emetta l'Ordine 66, dichiarando tutti gli Jedi traditori della Repubblica e facendo sì che i cloni di Ahsoka, incluso Rex, si rivoltino contro di lei. La Togruta fugge, riesce a sottomettere Rex, e libera Maul per usarlo come diversivo affinché distragga gli altri cloni. Con l'aiuto di tre droidi astromeccanici, Ahsoka scopre e rimuove il chip dal cervello di Rex, ripristinando il suo libero arbitrio.
- Durata: 24 minuti

Note
- La sigla di questo episodio presenta una versione rossa del titolo della serie. Al posto dell'incipit appare il titolo originale dell'episodio in rosso, preceduto da Part III.
- Questo episodio non presenta la narrazione riassuntiva iniziale.
- Le vicende di questo episodio sono contemporanee al film La vendetta dei Sith.[20]
- L'episodio include le voci originali d'archivio di Silas Carson (Ki-Adi-Mundi), Ian McDiarmid (Darth Sidious), Hayden Christensen (Anakin Skywalker) e Samuel L. Jackson (Mace Windu).[24]

## Vittoria e morte
- Titolo originale: Victory and Death
- Diretto da: Nathaniel Villanueva
- Scritto da: Dave Filoni

### Trama
Mentre Ahsoka e Rex tentano di fuggire dall'incrociatore, Maul distrugge l'iperguida, così che la nave esca dall'iperspazio ed entri nel campo gravitazionale di una luna. Mentre respinge l'attacco dei cloni, Ahsoka cerca di impedire a Maul di scappare con uno shuttle che avrebbe consentito loro di evacuare la nave, ma infine lo lascia andare per aiutare Rex. Riuscendo per un soffio ad abbandonare la nave a bordo di un caccia stellare Ala-Y, Ahsoka e Rex atterrano sulla luna, dove danno una degna sepoltura ai cloni deceduti nell'impatto; Ahsoka lascia cadere una delle sue spade laser. Qualche anno dopo, Dart Fener arriva sulla luna e recupera la spada laser di Ahsoka dall'incrociatore distrutto. La serie finisce con un'ultima, toccante, scena che vede il signore dei sith allontanarsi riflesso sulla visiera dell'elmo di uno dei cloni deceduti sul posto. Così hanno definitivamente termine le Guerre dei cloni. La repubblica è caduta, e i cloni con essa.
- Durata: 22 minuti

Note
- La sigla di questo episodio presenta una versione rossa del titolo della serie. Al posto dell'incipit appare il titolo originale dell'episodio in rosso, preceduto da Part IV.
- Questo episodio non presenta la narrazione riassuntiva iniziale.
- Le vicende di questo episodio sono parzialmente contemporanee al film La vendetta dei Sith.[20]